# Charlotta Hohenzollern
Wiktoria Elżbieta Augusta Charlotta (ur. 24 lipca 1860 w Poczdamie koło Berlina, zm. 1 października 1919 w Baden-Baden) – księżniczka Prus, księżna Saksonii-Meiningen.
Księżniczka Charlotta była drugim dzieckiem Fryderyka III Hohenzollerna, przyszłego cesarza i króla, oraz Wiktorii Koburg. Przez matkę była wnuczką królowej Wiktorii, władczyni Wielkiej Brytanii, i księcia Alberta.
Jej dziadkiem ze strony ojca był cesarz Wilhelm I, a babką cesarzowa Augusta. Jej starszym bratem był Wilhelm II Hohenzollern.
W 1876 roku Charlotta zaręczyła się ze swoim kuzynem, księciem Bernardem, i poślubiła go 18 lutego 1878 roku w Berlinie. Para miała jedną córkę, Feodorę, która urodziła się 12 maja 1879 roku. Po narodzinach dziecka Charlotta wycofała się z życia rodzinnego, bardziej absorbowały ją sprawy społeczne w Berlinie. Księżna podzielała konserwatywne polityczne poglądy jej starszego brata i kanclerza Bismarcka, co prowadziło do dalszego pogłębiania niezgody ze swoją matką, która miała liberalne poglądy.
W 1914 roku książę Bernard odziedziczył po ojcu księstwo i stał się Bernardem III z Saksonii-Meiningen. Charlotta krótko cieszyła się tytułem księżnej, jej mąż utracił władzę pod koniec I wojny światowej. Księżna Charlotta zmarła 1 października 1919 roku w wieku 59 lat. Prawdopodobną przyczyną śmierci była porfiria.